# آلن اسکارف
آلن اسکارف (انگلیسی: Alan Scarfe؛ زادهٔ ۸ ژوئن ۱۹۴۶) یک هنرپیشه اهل کانادا است.
از فیلم‌ها یا برنامه‌های تلویزیونی که وی در آن نقش داشته است می‌توان به ضربه دوجانبه اشاره کرد.